# 高野直子のほっこりサンデー
高野直子のほっこりサンデー（たかのなおこのほっこりサンデー）は、2004年10月3日から2006年4月2日まで毎週日曜日の5:00 - 5:50に朝日放送ラジオ（ABCラジオ）で放送されていたラジオ番組。

## 概要
当時、ABCアナウンサーだった高野直子がパーソナリティを務め、健康や話題の本を紹介する。また、高野が凝っている事や日常生活での出来事を面白く紹介し、ABCアナに関する話題はやや裏話もあり、濃厚な番組であったが、高野の病気療養の為、2006年4月をもって終了となった。
| ABCラジオ 日曜午前5時台    | ABCラジオ 日曜午前5時台    | ABCラジオ 日曜午前5時台            |
| 前番組                     | 番組名                     | 次番組                             |
| -------------------------- | -------------------------- | ---------------------------------- |
| 毛利千代子の音楽のアルバム | 高野直子のほっこりサンデー | 毛利千代子のちょっとおでかけ日曜日 |